# Laura Redondo Mora
Laura Redondo Mora   (Gavà, 3 de juliol de 1988) és una atleta catalana especialitzada en llançament de martell. Posseeix el rècord d'Espanya de la seva especialitat amb un llançament de 72,00 m.
Va debutar l'any 2006 i el 2007 ja es va classificar pel Campionat d'Europa Sub-20. El 20 de gener de 2013 va aconseguir igualar el rècord d'Espanya de llançament de martell, amb una marca de 69,59 m, que fins aleshores ostentava individualment la també catalana Berta Castells. El 2016, Castells va tornar a establir el rècord en solitari i no va ser fins al 13 de juny de 2021 quan Redondo va superar Castells i va aconseguir una marca de 70,52 metres. Gràcies a les actuacions d'aquell any, va aconseguir classificar-se per primera vegada per uns Jocs Olímpics. Fou la primera representació olímpica d'un esportista de Gavà des del 2004.
L'any 2022 Laura Redondo aconseguí tres rècords d'Espanya consecutius en només un mes.

## Historial de competició
| Any  | Competició                | Seu                      | Posició | Marca  |
| ---- | ------------------------- | ------------------------ | ------- | ------ |
| 2007 | Campionat d'Europa Sub-20 | Hengelo, Països Baixos   | 13a     | 52.58m |
| 2009 | Campionat d'Europa Sub-23 | Kaunas, Lituània         | 9a      | 58.14m |
| 2010 | Campionat Ibero-Americà   | San Fernando, Espanya    | 4a      | 63.38m |
| 2012 | Campionat d'Europa        | Hèlsinki, Finlàndia      | -       | SM     |
| 2015 | Campionat del Món         | Beijing, Xina            | 29a (q) | 63.86m |
| 2016 | Campionat d'Europa        | Amsterdam, Països Baixos | 21a (q) | 65.23m |
| 2021 | Jocs Olímpics             | Tòquio, Japó             | 29a (q) | 62.42m |
| 2022 | Campionat Ibero-Americà   | La Nucia (Marina Baixa)  | 1a      | 68.68m |
| 2022 | Jocs Mediterranis         | Orà, Algèria             | 1a      | 69.97m |
| 2022 | Campionat del Món         | Oregon, EUA              | 19a     | 68.67m |
| 2022 | Campionat d'Europa        | Múnic, Alemanya          | 13a     | 67.62m |

## Palmarès
Campiona de Catalunya
- Llançament de pes: 2020
- Llançament de martell: 2009, 2011, 2015, 2019, 2020, 2021, 2022, 2023, 2024

Campiona d'Espanya
- Llançament de martell: 2015, 2020, 2021, 2022, 2023